# USS Dunlap (DD-384)
USS Dunlap (DD–384) là một tàu khu trục lớp Mahan được Hải quân Hoa Kỳ chế tạo vào giữa những năm 1930. Nó là chiếc tàu chiến duy nhất của Hải quân Hoa Kỳ được đặt tên theo Thiếu tướng Thủy quân Lục chiến Robert H. Dunlap (1879-1931), người tham gia cuộc Chiến tranh Tây Ban Nha-Hoa Kỳ và Chiến tranh Thế giới thứ nhất. Dunlap đặt căn cứ tại Thái Bình Dương, hoạt động tuần tra và hộ tống trước và trong Chiến tranh Thế giới thứ hai, đã không có mặt tại Trân Châu Cảng vào lúc diễn ra cuộc tấn công vào ngày 7 tháng 12 năm 1941, nên đã không chịu hư hại hay thương vong, và đã hoạt động cho đến khi chiến tranh kết thúc. Dunlap được cho ngừng hoạt động năm 1945 và bị bán để tháo dỡ vào năm 1947.

## Thiết kế và chế tạo
Dunlap và tàu chị em Fanning (DD-385) là hai chiếc cuối cùng của lớp Mahan, được chế tạo trên cùng thiết kế căn bản của lớp Mahan nhưng được cải biến đôi chút; một số tác giả xem chúng thuộc về lớp Dunlap. Nó được đặt lườn vào ngày 10 tháng 4 năm 1935 tại xưởng tàu của hãng United Shipyards, Inc. ở đảo Staten, New York. Nó được hạ thủy vào ngày 18 tháng 4 năm 1936, được đỡ đầu bởi bà Katherine Wood Dunlap, vợ góa Thiếu tướng Dunlap; và được đưa ra hoạt động vào ngày 12 tháng 6 năm 1937 dưới quyền chỉ huy của Hạm trưởng, Trung tá Hải quân A. E. Schrader.

## Lịch sử hoạt động
Dunlap hoạt động dọc theo vùng bờ Đông trong nhiệm vụ huấn luyện, và vào tháng 6 năm 1938 đã phục vụ tại Philadelphia, Pennsylvania như tàu hộ tống cho chiếc MS Kungsholm chở Thái tử Thụy Điển. Đến ngày 1 tháng 9, nó lên đường đi sang vùng bờ Tây. Ngoại trừ một chuyến đi đến bờ Đông và vùng biển Caribe để tập trận hạm đội và đại tu trong sáu tháng đầu năm 1939, chiếc tàu khu trục hoạt động dọc theo vùng bờ Tây cho đến ngày 2 tháng 4 năm 1940, khi nó lên đường đi sang cảng nhà mới của nó là Trân Châu Cảng.
Khi Hải quân Nhật bất ngờ tấn công Trân Châu Cảng vào ngày 7 tháng 12 năm 1941, Dunlap đang ở ngoài khơi trên đường quay trở về cùng Lực lượng Đặc nhiệm 8 sau khi làm nhiệm vụ vận chuyển máy bay đến đảo Wake. Nó đi vào cảng ngày hôm sau, rồi tuần tra tại vùng biển Hawaii cho đến ngày 11 tháng 1 năm 1942, khi nó khởi hành cùng Lực lượng Đặc nhiệm 8 cho cuộc không kích lên quần đảo Marshall, rồi quay trở về vào ngày 5 tháng 2. Sau khi tham gia bắn phá đảo Wake vào ngày 24 tháng 2, nó tiếp tục tuần tra tại khu vực Hawaii cho đến ngày 22 tháng 3, rồi hộ tống các đoàn tàu vận tải đi lại giữa nhiều cảng thuộc vùng bờ Tây, chi đến khi quay trở lại Trân Châu Cảng vào ngày 22 tháng 10 năm 1942.
Dunlap đi đến Nouméa, New Caledonia vào ngày 5 tháng 12 năm 1942, và hoạt động từ căn cứ này cho các nhiệm vụ huấn luyện và tuần tra, cũng như hộ tống các đoàn tàu vận tải đi đến Fiji, Tonga và quần đảo New Hebride, cho đến khi nó đi đến Guadalcanal vào ngày 30 tháng 7 năm 1943 để làm nhiệm vụ tại khu vực quần đảo Solomon. Trong đêm 6/7 tháng 8, nó được phái đi cùng năm tàu khu trục khác để đánh chặn một lực lượng Nhật Bản đang đưa quân tăng viện đến Kolombangara. Trong trận chiến vịnh Vella, một cuộc đối đầu bằng ngư lôi, diễn ra sau đó, đội đặc nhiệm đã đánh chìm ba tàu khu trục Nhật và đánh đuổi chiếc thứ tư quay trở lại căn cứ của chúng tại Buin. Cho dù cuộc chiến diễn ra ác liệt, đội đặc nhiệm đã không chịu hư hại hay thương vong.
Sau khi được đại tu tại San Diego, California, Dunlap lên đường vào ngày 23 tháng 11 năm 1943 cho nhiệm vụ tuần tra ngoài khơi Adak, Alaska cho đến ngày 16 tháng 12, khi nó lên đường đi Trân Châu Cảng, đến nơi năm ngày sau đó. Nó gia nhập Đệ Ngũ hạm đội để hộ tống các tàu sân bay trong các đợt không kích tại quần đảo Marshall từ ngày 19 tháng 1 đến ngày 4 tháng 3 năm 1944, rồi ghé qua Espiritu Santo một thời gian ngắn trước khi lên đường đi Fremantle, Australia để gặp gỡ Hạm đội Đông Anh Quốc. Sau khi huấn luyện tại đây và tại Trincomalee, Ceylon, nó tham gia cuộc tấn công khu vực Soerabaja thuộc Java vào ngày 17 tháng 5, và sau đó lên đường đi Trân Châu Cảng, đến nơi vào ngày 10 tháng 6.
Dunlap quay trở về vào ngày 7 tháng 7 năm 1944 để tham gia lực lượng hộ tống cho tàu tuần dương hạng nặng USS Baltimore đưa Tổng thống Franklin D. Roosevelt tham dự hội nghị và thị sát cùng các tư lệnh cao cấp Thái Bình Dương tại Trân Châu Cảng và các căn cứ Alaska. Được tách khỏi đội đặc nhiệm này tại Seattle vào ngày 12 tháng 8, nó quay trở lại Trân Châu Cảng; lên đường vào ngày 1 tháng 9 để bắn phá đảo Wake vào ngày 3 tháng 9, rồi đi đến Saipan vào ngày 12 tháng 9 để làm nhiệm vụ cùng Đội Tuần tra và Hộ tống Mariana.
Dunlap tham gia cuộc bắn phá đảo Marcus vào ngày 9 tháng 10 năm 1944, và đến ngày 16 tháng 10 đã hội quân cùng các đơn vị của Đệ Tam hạm đội cho các cuộc tấn công lên Luzon, rồ hỗ trợ cho cuộc đổ bộ lên Leyte. Khi lực lượng Nhật Bản tổ chức cuộc tấn công với ba gọng kìm tại Philippines, nó đang trên đường quay trở về Ulithi, nhưng đã được cấp tốc gọi quay trở lại để hộ tống cho Đội đặc nhiệm 38.1 trong các cuộc không kích vào các ngày 25 và 26 tháng 10 vào hạm đội Nhật Bản đang rút lui sau thất bại tại Trận chiến vịnh Leyte. Nó đi đến Ulithi vào ngày 29 tháng 10, làm nhiệm vụ tuần tra, và sau đó tham gi vào việc bắn phá Iwo Jima trong tháng 11, tháng 12 năm 1944 và tháng 1 năm 1945. Nó quay trở lại Iwo Jima vào ngày 19 tháng 3 để hỗ trợ việc chiếm đóng đảo này, và cho đến khi chiến tranh kết thúc đã tuần tra ngăn chặn tàu bè Nhật tìm cách triệt thoái khỏi quần đảo Bonin. Vào ngày 19 tháng 6, nó đánh chìm một tàu đối phương tìm cách rút lui khỏi Chichi Jima, vớt được 52 người sống sót. Sĩ quan Nhật đã lên tàu vào ngày 31 tháng 8 để thảo luận những điều kiện đầu hàng cho quần đảo Bonin, và quay trở lại tàu vào ngày 3 tháng 9 để ký kết văn kiện đầu hàng.
Dunlap khởi hành đi Iwo Jima vào ngày 19 tháng 9 năm 1945, ghé qua San Pedro, California, và đi đến Houston, Texas nhân Ngày Hải quân. Nó đi đến Norfolk, Virginia vào ngày 7 tháng 11, nơi nó được cho ngừng hoạt động vào ngày 14 tháng 12 năm 1945, và bị bán để tháo dỡ vào ngày 31 tháng 12 năm 1947.

## Phần thưởng
Dunlap được tặng thưởng sáu Ngôi sao Chiến trận do thành tích phục vụ trong Chiến tranh Thế giới thứ hai.